# Pomladni dan
Pomladni dan je roman Cirila Kosmača. Besedilo je prvič izšlo leta 1950 v reviji Novi svet, v knjižni izdaji pa leta 1953. Zgodba govori o pripovedovalcu, ki se po vojni vrne v svoj rojstni kraj in se tam spominja svojega otroštva in mladosti.

## Povzetek zgodbe
Pripovedovalec se po 15 letih vrne v svojo rodno vas ob Idrijci. Veliko misli na Kadetko, nezakonsko hči sosede Justine, in nekega češkega kadeta. Misli pa tudi na boleče stvari, kot je smrt očeta, za katerega je izvedel, da je umrl krute smrti v nekem koncentracijskem taborišču. 
V ospredju prvega dela zgodbe je predvsem obdobje med vojnama - njegova bolna mati in učenje za izpite na tolminski gimnaziji. Mama mu umre tik po izpitih, na dan njenega pogreba pa ga italijanska fašistična policija odpelje v zapor.
V drugem delu romana se vrne v čas 1. svetovne vojne, ko je bil še otrok. Očeta ni bilo doma, ker je šel v vojsko in zato je gospodar hiše postal ded. Ta se spoprijatelji s češkim kadetom, ki se zaplete s sosedovo Justino. Nekega dne se zaradi strahu kadet ustreli in zaradi žalosti stori samomor tudi Justina. Justini in kadetu se je rodila hčerka, Božena, ki jo vsi kličejo Kadetka. 
Zadnji, tretji del je najkrajši. Na obisk pride stric Tomaž in skupaj s teto mu pripovedujeta zgodbo o Kadetki. Povesta mu, da se je zaljubila v italijanskega karabinjerja Gina, ki je iz ljubezni do nje postal partizan. Pripovedi ne morata nadaljevati, saj v hišo pride Božena s hčerko Silvijo. Potem se vsi skupaj, brez strica, odpravijo po šmarnice. Ko pridejo do groba Boženinega očeta, nenadoma zvemo da v njem zdaj leži Gino. Kadetka šele zdaj izve za njegovo smrt, vendar ji teta ne pove kaj se je v resnico naredilo. Ko Kadetke ni v bližini, pripovedovalcu natančno pove kako je bilo. Gino namreč ni padel med neko partizansko akcijo, ampak se mu je pri njih doma po nesreči sprožila puška in ga smrtno ranila.
Na koncu se pripovedovalec po pogovoru s teto odloči, da bo nekoč napisal zgodbo o Kadetki, predvsem zato ker v njej igrata veliko vlogo tudi dve svetovni vojni. Vendar pove teti, da bo tudi on kakšno stvar v zgodbi spremenil, kakor je ona spremenila zgodbo o Ginovi smrti.
Leta 1953 je v reviji Naša sodobnost izšla pripoved Pot v Tolmin, in sicer s podnaslovom Izpuščeno poglavje Pomladnega dne. V Opombah k prvi knjižni izdaji sta navedeni dve izpuščeni poglavji, vendar pozneje ni imelo nobeno Kosmačevo besedilo takšne oznake.

## Karakterizacija oseb
V vseh treh delih pripovedovalec pripoveduje v prvi osebi, le v prvem delu se enkrat distancira in ob spominjanju samega sebe v otroških letih gleda nase kot na tretjo osebo. Temeljno razliko med sabo kot mladoletnikom in med sabo kot odraslim moškim vidi v tem, da zdaj, kot zrela osebnost, ve, da popolna in dokončna sreča ni možna, čeprav se še zaleč ne misli odpovedati vsemu mladostniškemu hrepenenju. Pripovedovalca pogosto muči občutek krivde in slabe vesti glede svoje matere.
Kadetka (Božena)
Je najpomembnejši ženski lik v romanu. Pojavi se že v uvodu in ima pomembno vlogo v vseh treh delih romana. Kadetka je nezakonski otrok, njen oče in njena mama sta naredila samomor kmalu po njenem rojstvu. Iz prikupnega otroka odraste v lepo, pametno, delavno in samostojno žensko. Z njo so povezane vse pomembnejše književne osebe. V pripovedovalcu prebuja mladostna ljubezenska čustva in ga s svojimi vprašanji sili k razmišljanju o temeljnih življenjskih vprašanjih – kaj je bistvo življenja in kaj je ljubezen.

## Tematike

#### Smrt
V romanu je veliko pripovedovalčevih preizkušenj povezanih s smrtjo. V otroštvu je izgubil deda, v najstniških letih mater, kot odraslemu moškemu pa mu je umrl oče. Ko umre ded, pripovedovalec njegovo smrt sprejema z žalostjo in solzami. Mama mu je umrla po dolgi bolezni in pripovedovalec čuti veliko bolečino zaradi izgube in spopada se tudi z občutki krivde. Najhuje pa ga je prizadela očetova smrt,  saj je izvedel da je v koncentracijskem taborišču umrl zelo absurdne in poniževalne smrti.

#### Ljubezen
Z ljubezensko temo je povezana predvsem Kadetka. Zanjo je značilna ljubezen, ki ne priznava niti družbenih in socialnih razlik niti moralnih zadržkov. To velja tudi za njeno nezakonsko mater Justino in očeta Čeha, avstro-ogrskega kadeta, ki se zaljubita med 1. svetovno vojno. Kot Justina se tudi Kadetka zaljubi v tujca, Italijana Gina, tokrat med drugo svetovno vojno. Tudi ona kot nezakonska mati rodi hčer Silvijo. 

## Jezik in slog
Pomladni dan lahko glede na literarno zvrst opredelimo kot kratek roman. Pogojno bi bila možna tudi oznaka daljša povest, čeprav povestim navadno pripisujemo manjšo psihološko dodelanost literarnih oseb in preprosto zgodbo, ki je dostopna širšemu krogu bralcev. Glede izbire snovi gre za psihološki avtobiografski roman z elementi kmečkega in vojnega romana. 
Jezik v Pomladnem dnevu je tekoč in preprost, zvest jeziku tradicionalne slovenske pripovedi. Kosmač zajema besedišče tudi iz domačega narečja, kot je bilo sicer značilno za socialni realizem, ki ga je kot pisatelja oblikoval. Vendar pa so narečne prvine manj očitne kot na primer pri Prežihovem Vorancu ali Mišku Kranjcu. 

## Dogajalni čas in prostor
Pripovedno snov razdelimo na tri obdobja pripovedovalčevega življenja: čas med prvo svetovno vojno, čas med drugo svetovno vojno in čas tik po drugi svetovni vojni.
Dogajalni prostor lahko določimo zelo natančno. Vas v romanu je Slap ob Idrijci na Tolminskem, pripovedovalčeva domača hiša pa leži v Bukovici ob Idrijci, nekoliko niže od vasi. 
Dogajalni čas traja 24 ur oz. še manj, čeprav spominsko obsega široko obdobje od prve do konca druge svetovne vojne. Ker iz pripovedovalčevih besed izvemo, da se je vojna končala »komaj pred šestimi dnevi«, in če vemo, kdaj se je druga svetovna vojna končala na slovenskih tleh (15. maj 1945), lahko ugotovimo natančen datum pripovedovalčeve vrnitve v rojstno hišo (21. maj 1945). 
6 

## Pomen dela za slovensko književnost
Kosmač je s Pomladnim dnevom razmeroma močno zaznamoval premik slovenske proze zgodnjih petdesetih let iz povojnega shematiziranega socialnega realizma k ponotranjeni človeški tematiki, predvsem ljubezni in smrti, ter k novemu, bolj osebnemu doživljanju in slogu. 

## Navedki iz drugih del
V Pomladnem dnevu je več navedkov iz drugih umetnostnih besedil: Oton Župančič – Duma, Lord Alfred Tennyson – The Charge of the Light Brigade, Giacomo Leopardi – Večer po prazniku, Ovid – Metamorfoze in Dante Alighieri – Božanska komedija. Vsi so v izvirniku: v slovenskem, angleškem, latinskem in italijanskem jeziku. 
Vsi verzi so v neposredni zvezi s pripovedovalcem. V zanosnem domovinskem čustvovanju si deklamira verze iz Dume, na srečanju partizanov z zavezniškimi oficirji posluša pesem o pehotni brigadi, The Charge of the Lights Brigade, ki jo v svoj govor vplete zavezniški general, med košnjo se uči za izpite in ponavlja latinske in italijanske verze, in sicer take, ki ustrezajo prebujajočim se ljubezenskim čustvom. 

## Prevodi
- Slovaški:  Jarný deň, 1957
- Makedonski: Proleten den, 1958
- Angleški: A Day in Spring, 1958
- Srbski: Prolećni dan, 1959
- Madžarski: Szép tavaszi nap, 1961
- Albanski: Ditë pranvere, 1977
- Malteški: Jum sabih tar-rebbiegha, 1981
- Češki: Jarní den, 1977
- Francoski: Une journée de printemps, 1982
- Ruski: Vesennij den', 1988
- Nemški: Ein Frühlingstag, 1989